# Morti nel 1868

## Gennaio(24)
- 1º gennaio - Eduardo Corazzini, patriota italiano (n. 1836)
- 2 gennaio - Giuseppe Frassinetti, presbitero italiano (n. 1804)
- 2 gennaio - Marcos Paz, politico argentino (n. 1813)
- 3 gennaio - Moritz Hauptmann, compositore e musicologo tedesco (n. 1792)
- 8 gennaio - Tommaso Locatelli, giornalista e editore italiano (n. 1799)
- 11 gennaio - Federico Bellazzi, politico italiano (n. 1825)
- 11 gennaio - Letterio Subba, pittore italiano (n. 1787)
- 12 gennaio - Celestino Quarelli di Lesegno, magistrato e politico italiano (n. 1792)
- 13 gennaio - Arthur-Marie Le Hir, biblista, orientalista e presbitero francese (n. 1811)
- 15 gennaio - Lucie Ingemann, pittrice danese (n. 1792)
- 16 gennaio - Louis-René Niol, generale francese (n. 1802)
- 17 gennaio - Vasilij Andreevič Dolgorukov, generale russo (n. 1804)
- 19 gennaio - Frederic Baraga, missionario, filologo e vescovo cattolico sloveno (n. 1797)
- 20 gennaio - Ernst Boll, naturalista, storico e geologo tedesco (n. 1817)
- 23 gennaio - János Erdélyi, poeta, critico letterario e scrittore ungherese (n. 1814)
- 23 gennaio - Stefano Semeria, missionario e vescovo cattolico italiano (n. 1813)
- 24 gennaio - John Davy, chimico britannico (n. 1790)
- 25 gennaio - Giuseppe Manno, magistrato, politico e storico italiano (n. 1786)
- 26 gennaio - James Mott, mercante statunitense (n. 1788)
- 27 gennaio - Giuseppe Amante, medico e patriota italiano (n. 1783)
- 27 gennaio - Giovan Battista Cattabeni, patriota italiano (n. 1822)
- 27 gennaio - Antonia Werr, religiosa tedesca (n. 1813)
- 28 gennaio - Adalbert Stifter, scrittore, pittore e pedagogo austriaco (n. 1805)
- 30 gennaio - Eleonora Denuelle, francese (n. 1787)

## Febbraio(26)
- 1º febbraio - Louis-Denis Caillouette, scultore francese (n. 1790)
- 2 febbraio - Johanna van Beethoven, austriaca (n. 1786)
- 4 febbraio - Giovanni Gorgone, medico e scienziato italiano (n. 1801)
- 8 febbraio - Jacques Camou, generale francese (n. 1792)
- 8 febbraio - Filippo Manzoni, nobile italiano (n. 1826)
- 9 febbraio - Ottavio Thaon di Revel, nobile e politico italiano (n. 1803)
- 10 febbraio - David Brewster, fisico e inventore scozzese (n. 1781)
- 11 febbraio - Léon Foucault, fisico francese (n. 1819)
- 12 febbraio - Carlo II d'Assia-Philippsthal, nobile (n. 1803)
- 12 febbraio - Celestino Galli, filosofo e scrittore italiano (n. 1803)
- 14 febbraio - Lodovico Menin, abate e storico italiano (n. 1783)
- 14 febbraio - Charles Meryon, incisore, pittore e disegnatore francese (n. 1821)
- 15 febbraio - William Rutter Dawes, astronomo britannico (n. 1799)
- 16 febbraio - Adamo Tadolini, scultore italiano (n. 1788)
- 17 febbraio - Giuseppe Bianchi, storico, abate e presbitero italiano (n. 1789)
- 19 febbraio - Bernardo Prudencio Berro, politico e scrittore uruguaiano (n. 1803)
- 19 febbraio - Venancio Flores, politico e militare uruguaiano (n. 1808)
- 20 febbraio - Auguste Vallet de Viriville, archivista e storico francese (n. 1815)
- 21 febbraio - Giuseppe Abbati, pittore e patriota italiano (n. 1836)
- 22 febbraio - Emmanuele Antonio Cicogna, storico italiano (n. 1789)
- 23 febbraio - Teophiel Verbist, presbitero belga (n. 1823)
- 24 febbraio - John Herapath, fisico e astronomo inglese (n. 1790)
- 25 febbraio - Édouard Monnais, drammaturgo e giornalista francese (n. 1798)
- 25 febbraio - Sophie Schröder, attrice teatrale tedesca (n. 1781)
- 25 febbraio - Ludwig Türck, neurologo austriaco (n. 1810)
- 29 febbraio - Elena Montecchi Torti, poetessa e patriota italiana (n. 1814)

## Marzo(29)
- 2 marzo - Arnold Adolf Bentinck, diplomatico olandese (n. 1798)
- 2 marzo - Albert von Bezold, fisiologo tedesco (n. 1836)
- 4 marzo - Archibald Primrose, IV conte di Rosebery, nobile e politico britannico (n. 1783)
- 4 marzo - Carl Christian Vogel von Vogelstein, pittore tedesco (n. 1788)
- 5 marzo - Andrea Corsini, V principe di Sismano, nobile, politico e diplomatico italiano (n. 1804)
- 5 marzo - Giovanni Grilenzoni, politico, patriota e imprenditore italiano (n. 1796)
- 7 marzo - Marcello Gianotti, generale e politico italiano (n. 1799)
- 10 marzo - Michele Castellamonte di Lessolo, magistrato e politico italiano (n. 1819)
- 10 marzo - Matilde Ferrari, italiana (n. 1830)
- 10 marzo - Jan van der Hoeven, entomologo, botanico e zoologo olandese (n. 1801)
- 12 marzo - Christian Friedrich Heinrich Wimmer, botanico, filologo classico e pedagogo tedesco (n. 1803)
- 13 marzo - Herculine Barbin, francese (n. 1838)
- 14 marzo - Álvaro do Carvalhal, scrittore portoghese (n. 1844)
- 14 marzo - Édouard Verreaux, naturalista francese (n. 1810)
- 15 marzo - Emidio Cappelli, letterato, poeta e politico italiano (n. 1806)
- 15 marzo - François-Édouard Picot, pittore e insegnante francese (n. 1786)
- 16 marzo - David Wilmot, politico e giudice statunitense (n. 1814)
- 17 marzo - Robert Carrington, II barone Carrington, nobile e politico inglese (n. 1796)
- 17 marzo - Carl Joseph Napoleon Balling, chimico boemo (n. 1805)
- 19 marzo - Philipp von Stadion und Thannhausen, generale austriaco (n. 1799)
- 20 marzo - August Daniel von Binzer, poeta e giornalista tedesco (n. 1793)
- 26 marzo - Sof'ja Grigor'evna Volkonskaja, nobildonna russa (n. 1785)
- 27 marzo - Louis-Édouard Cestac, presbitero francese (n. 1801)
- 27 marzo - Krishnaraja Wodeyar III, principe indiano (n. 1794)
- 28 marzo - Cesare Beccalossi, avvocato e politico italiano (n. 1799)
- 28 marzo - James Brudenell, VII conte di Cardigan, militare britannico (n. 1797)
- 30 marzo - Robert Rive, fotografo francese (n. 1817)
- 30 marzo - Mpenizelos Roufōs, politico greco (n. 1795)
- 31 marzo - Ludwig Lange, architetto tedesco (n. 1808)

## Aprile(17)
- 1º aprile - Rasoherina, regina malgascia (n. 1814)
- 3 aprile - Franz Berwald, compositore e violinista svedese (n. 1796)
- 4 aprile - Eduard van der Nüll, architetto austriaco (n. 1812)
- 7 aprile - Henry Ducie Chads, ammiraglio britannico (n. 1788)
- 9 aprile - Ludwig von Gredler, militare austriaco (n. 1831)
- 12 aprile - James Gascoyne-Cecil, II marchese di Salisbury, nobile e politico britannico (n. 1791)
- 13 aprile - Teodoro II d'Etiopia, imperatore etiope (n. 1818)
- 14 aprile - Khalid I bin Sultan al-Qasimi, sovrano emiratino
- 17 aprile - Antonio Bertoloni, botanico, naturalista e medico italiano (n. 1775)
- 17 aprile - Ludwig von Sztankovics, generale austriaco (n. 1805)
- 19 aprile - Luigi Magrini, fisico italiano (n. 1802)
- 21 aprile - Giovanni Avossa, avvocato italiano (n. 1798)
- 23 aprile - Ramón María Narváez, nobile, generale e politico spagnolo (n. 1800)
- 24 aprile - Maria di Sant'Eufrasia Pelletier, religiosa francese (n. 1796)
- 25 aprile - Joannes van Hooydonk, vescovo cattolico olandese (n. 1782)
- 29 aprile - Karl Maria von Aretin, storico, diplomatico e politico tedesco (n. 1796)
- 30 aprile - Stefano Braggio, politico italiano (n. 1795)

## Maggio(18)
- 2 maggio - Alessandro Borella, giornalista e politico italiano (n. 1813)
- 2 maggio - Alberto Crivelli, diplomatico e nobile italiano (n. 1816)
- 5 maggio - Nicolò de Miniussi, generale e diplomatico austriaco (n. 1788)
- 7 maggio - Henry Brougham, I barone Brougham e Vaux, politico britannico (n. 1778)
- 7 maggio - Costanzo Ferrari, scrittore, giornalista e saggista italiano (n. 1815)
- 7 maggio - Eusébio de Queirós, magistrato e politico brasiliano (n. 1812)
- 9 maggio - Rodolfo Sutermeister, filosofo svizzero (n. 1802)
- 10 maggio - Emanuele Francica Pancali, patriota italiano (n. 1783)
- 18 maggio - Karl Mayet, scacchista tedesco (n. 1810)
- 18 maggio - Vincenzo Ricci, politico e magistrato italiano (n. 1804)
- 19 maggio - Benjamin Guinness, imprenditore e filantropo irlandese (n. 1798)
- 19 maggio - Joseph Mazilier, ballerino e coreografo francese (n. 1801)
- 22 maggio - Maria Domenica Brun Barbantini, religiosa italiana (n. 1789)
- 22 maggio - Julius Plücker, matematico e fisico tedesco (n. 1801)
- 23 maggio - Kit Carson, esploratore e militare statunitense (n. 1809)
- 29 maggio - Levi Lincoln junior, politico statunitense (n. 1782)
- 29 maggio - Franz Pfeiffer, filologo svizzero (n. 1815)
- 31 maggio - Gaetano Benedini, medico e militare italiano (n. 1830)

## Giugno(19)
- 1º giugno - James Buchanan, politico statunitense (n. 1791)
- 3 giugno - Gennaios Kolokotronis, patriota e politico greco (n. 1803)
- 4 giugno - Henry Chetwynd-Talbot, XVIII conte di Shrewsbury, politico e ammiraglio inglese (n. 1803)
- 4 giugno - Nathaniel Bagshaw Ward, botanico britannico (n. 1791)
- 5 giugno - Filiberto Avogadro di Collobiano, politico italiano (n. 1797)
- 7 giugno - Epifanio Fagnani, politico italiano (n. 1793)
- 7 giugno - Gaetano Scovazzo, politico italiano (n. 1782)
- 8 giugno - Sofia Ahlbom, incisore, scrittrice e fotografa svedese (n. 1803)
- 10 giugno - Mihailo Obrenović III di Serbia, sovrano serbo (n. 1823)
- 11 giugno - James Brooke, avventuriero e politico britannico (n. 1803)
- 13 giugno - Gaetano Benaglia, vescovo cattolico italiano (n. 1768)
- 13 giugno - August Grahl, pittore tedesco (n. 1791)
- 17 giugno - George Arnott Walker Arnott, botanico scozzese (n. 1799)
- 21 giugno - Karl Theodor von Thurn und Taxis, generale e principe tedesco (n. 1797)
- 23 giugno - Morris Jacob Raphall, rabbino e ebraista britannico (n. 1798)
- 23 giugno - Matthew Vassar, mercante e filantropo statunitense (n. 1792)
- 24 giugno - Carlo Matteucci, fisico, fisiologo e politico italiano (n. 1811)
- 24 giugno - Hermann Plüddemann, pittore e illustratore tedesco (n. 1809)
- 28 giugno - Eduard Zeis, chirurgo e oculista tedesco (n. 1807)

## Luglio(21)
- 2 luglio - Ralph Abercromby, II barone di Dunfermline, diplomatico inglese (n. 1803)
- 6 luglio - Samuel Lover, compositore, scrittore e artista irlandese (n. 1797)
- 6 luglio - Gaetano Zuliani, patriota italiano (n. 1826)
- 10 luglio - Carlo Conti, compositore italiano (n. 1796)
- 10 luglio - Heinrich Wilhelm von Pabst, agricoltore e funzionario tedesco (n. 1798)
- 11 luglio - Eugen I Karl Czernin von und zu Chudenitz, nobile, politico e storico boemo (n. 1796)
- 13 luglio - Carlo Sereni, ingegnere e matematico italiano (n. 1786)
- 15 luglio - William Green Morton, odontoiatra statunitense (n. 1819)
- 15 luglio - Gustav Friedrich Waagen, storico dell'arte tedesco (n. 1794)
- 16 luglio - Dmitrij Ivanovič Pisarev, saggista e giornalista russo (n. 1840)
- 18 luglio - Antonio Antognoli, viaggiatore italiano (n. 1826)
- 18 luglio - Emanuel Leutze, pittore tedesco (n. 1816)
- 18 luglio - Miguel Martínez de Hoz, militare argentino (n. 1832)
- 21 luglio - Édouard Ducpétiaux, giornalista belga (n. 1804)
- 21 luglio - George Housman Thomas, pittore, incisore e illustratore inglese (n. 1824)
- 25 luglio - François Charles Octave Martenot de Cordoue, generale francese (n. 1813)
- 26 luglio - Marija Ėlimovna Meščerskaja, nobildonna russa (n. 1844)
- 26 luglio - Heinrich Adolf Rinne, medico tedesco (n. 1819)
- 29 luglio - John Elliotson, medico e chirurgo inglese (n. 1791)
- 29 luglio - Albrecht Theodor Middeldorpf, chirurgo tedesco (n. 1824)
- 30 luglio - William MacKenzie, oculista scozzese (n. 1791)

## Agosto(24)
- 1º agosto - Pier Giuliano Eymard, presbitero e santo francese (n. 1811)
- 2 agosto - Edward Blakeney, generale britannico (n. 1778)
- 2 agosto - Jacques Boucher de Crèvecœur de Perthes, geologo, archeologo e antiquario francese (n. 1788)
- 3 agosto - Elisa Bailly de Vilmorin, botanica, imprenditrice e agronoma francese (n. 1826)
- 5 agosto - Luigi Mazzucchelli, generale italiano (n. 1776)
- 6 agosto - Pëtr Vladimirovič Dolgorukov, storico, genealogista e giornalista russo (n. 1816)
- 10 agosto - Adah Isaacs Menken, attrice teatrale, pittrice e poetessa statunitense (n. 1835)
- 11 agosto - Jacques-Aimé Meffre, architetto e archeologo francese (n. 1795)
- 11 agosto - Thaddeus Stevens, politico statunitense (n. 1792)
- 12 agosto - Pietro Capei, giurista italiano (n. 1796)
- 14 agosto - Manuel Ezequiel Bruzual, politico venezuelano (n. 1830)
- 17 agosto - Franz Breit, medico tedesco (n. 1817)
- 17 agosto - William Neville, IV conte di Abergavenny, nobile inglese (n. 1792)
- 22 agosto - Pierre-Luc-Charles Ciceri, scenografo francese (n. 1782)
- 24 agosto - George Adler, filologo classico e latinista statunitense (n. 1821)
- 24 agosto - Costache Negruzzi, politico rumeno (n. 1808)
- 25 agosto - Carlotta Birch-Pfeiffer, attrice teatrale e scrittrice tedesca (n. 1800)
- 26 agosto - Theodor Friedrich Klitsche de la Grange, militare prussiano (n. 1799)
- 28 agosto - Angelo Robino, arcivescovo cattolico italiano (n. 1805)
- 29 agosto - Charles Ellis, VI barone Howard de Walden, nobile, diplomatico e politico inglese (n. 1799)
- 29 agosto - Christian Friedrich Schönbein, chimico tedesco (n. 1799)
- 30 agosto - Michelina Di Cesare, brigante italiana (n. 1841)
- 31 agosto - Clementina Cazzola, attrice teatrale italiana (n. 1832)
- 31 agosto - Francis Granger, politico statunitense (n. 1792)

## Settembre(15)
- 1º settembre - Ferenc Gyulay, generale e politico ungherese (n. 1798)
- 2 settembre - Michele Canzio, architetto, scenografo e pittore italiano (n. 1787)
- 4 settembre - Eduard Friedrich Poeppig, botanico, zoologo e esploratore tedesco (n. 1798)
- 5 settembre - Paolo Marzolo, medico e linguista italiano (n. 1811)
- 5 settembre - Pierre Louis Vasquez, esploratore e mercante statunitense (n. 1798)
- 6 settembre - Francis Baring, III barone Ashburton, banchiere e politico inglese (n. 1800)
- 7 settembre - Gustavus von Tempsky, avventuriero, giornalista e scrittore tedesco (n. 1828)
- 9 settembre - Mzilikazi, re sudafricano
- 9 settembre - Johann Martin von Rohden, pittore tedesco (n. 1778)
- 11 settembre - Vincenzo Florio, politico e imprenditore italiano (n. 1799)
- 13 settembre - Ludwig Imhoff, entomologo svizzero (n. 1801)
- 16 settembre - Filippo Cordova, patriota, giurista e politico italiano (n. 1811)
- 17 settembre - Naso Aquilino, condottiero nativo americano (n. 1835)
- 26 settembre - August Ferdinand Möbius, matematico e astronomo tedesco (n. 1790)
- 30 settembre - Clemente Folchi, architetto italiano (n. 1780)

## Ottobre(20)
- 1º ottobre - Mongkut, re siamese (n. 1804)
- 2 ottobre - Henry Damian Juncker, vescovo cattolico francese (n. 1809)
- 2 ottobre - François Christophe Edmond Kellermann, diplomatico e politico francese (n. 1802)
- 3 ottobre - Charles-Louis Du Pin, militare francese (n. 1814)
- 7 ottobre - Aleksej Alekseevič Bobrinskij, ufficiale russo (n. 1800)
- 9 ottobre - Howell Cobb, politico e generale statunitense (n. 1815)
- 10 ottobre - Nakano Takeko, militare giapponese (n. 1847)
- 16 ottobre - Fortunato Prandi, imprenditore e politico italiano (n. 1799)
- 17 ottobre - Laura Secord, patriota canadese (n. 1775)
- 19 ottobre - Giovanni Battista Maccari, poeta italiano (n. 1832)
- 22 ottobre - Giulio Bergonzoli, scultore e pittore italiano (n. 1822)
- 22 ottobre - Luigi Strozzi, politico e militare italiano (n. 1801)
- 23 ottobre - Mariquita Sánchez, patriota e attivista argentina (n. 1786)
- 24 ottobre - Alberto Gabba, matematico italiano (n. 1794)
- 26 ottobre - Wilhelm Griesinger, neurologo e psichiatra tedesco (n. 1817)
- 27 ottobre - Charles Longley, arcivescovo anglicano britannico (n. 1794)
- 27 ottobre - Harriet Howard, nobildonna inglese (n. 1806)
- 27 ottobre - Alexandre Colonna Walewski, politico francese (n. 1810)
- 28 ottobre - Friedrich Wilhelm von Tigerström, giurista tedesco (n. 1803)
- 30 ottobre - Sikandar Begum, principe indiano (n. 1817)

## Novembre(19)
- 4 novembre - Moritz Hoernes, paleontologo austriaco (n. 1815)
- 5 novembre - Franz Steinfeld, pittore austriaco (n. 1787)
- 8 novembre - Jacques Félix Auguste Lepic, generale francese (n. 1812)
- 11 novembre - Frédéric Jules Sichel, medico e entomologo tedesco (n. 1802)
- 13 novembre - Bonaventura Genelli, pittore e illustratore tedesco (n. 1798)
- 13 novembre - Antonio Piola, economista italiano (n. 1794)
- 13 novembre - Gioachino Rossini, compositore italiano (n. 1792)
- 15 novembre - James Mayer de Rothschild, banchiere francese (n. 1792)
- 18 novembre - Gaetano Brinciotti, arcivescovo cattolico italiano (n. 1815)
- 18 novembre - José Tadeo Monagas, politico venezuelano (n. 1784)
- 19 novembre - Francesco Ambrosoli, filologo, traduttore e editore italiano (n. 1797)
- 19 novembre - Francesco La Grassa, organaro italiano (n. 1802)
- 23 novembre - Nathan George Evans, generale statunitense (n. 1824)
- 24 novembre - Giuseppe Monti, patriota e rivoluzionario italiano (n. 1835)
- 24 novembre - Gaetano Tognetti, patriota e rivoluzionario italiano (n. 1844)
- 25 novembre - Franz Brendel, musicologo e critico musicale tedesco (n. 1811)
- 25 novembre - Giuseppe di Sassonia-Altenburg, duca (n. 1789)
- 25 novembre - Eugène Petitville, pittore e disegnatore francese (n. 1815)
- 27 novembre - Pentola Nera, condottiero nativo americano

## Dicembre(25)
- 2 dicembre - Achille d'Artois, scrittore, librettista e drammaturgo francese (n. 1791)
- 6 dicembre - August Schleicher, linguista tedesco (n. 1821)
- 9 dicembre - Pierre Carmouche, drammaturgo, librettista e cantautore francese (n. 1797)
- 10 dicembre - Friedrich Wilhelm Krummacher, teologo tedesco (n. 1796)
- 11 dicembre - Alexandre-Félix Alméras, politico svizzero (n. 1811)
- 12 dicembre - Giovanni Corti, vescovo cattolico italiano (n. 1797)
- 12 dicembre - Guglielmo di Solms-Braunfels, militare prussiano (n. 1801)
- 13 dicembre - Cesare Fracassini, pittore italiano (n. 1838)
- 13 dicembre - Carl Friedrich Philipp von Martius, botanico, zoologo e antropologo tedesco (n. 1794)
- 14 dicembre - Mario Aspa, compositore italiano (n. 1795)
- 16 dicembre - Alessandro Dal Bosco, missionario italiano (n. 1830)
- 17 dicembre - Friedrich Gottlieb Welcker, filologo classico e archeologo tedesco (n. 1784)
- 18 dicembre - Karl Chotek von Chotkow, nobile e politico boemo (n. 1783)
- 18 dicembre - Ferdinand Joseph von Lobkowicz, nobile, imprenditore e politico boemo (n. 1797)
- 20 dicembre - Nestor Vasil'evič Kukol'nik, scrittore e drammaturgo russo (n. 1809)
- 20 dicembre - Alessandro Pinelli, magistrato e politico italiano (n. 1798)
- 21 dicembre - Antonio Morri, letterato, glottologo e lessicografo italiano (n. 1793)
- 22 dicembre - Stanislao Bianciardi, pedagogista italiano (n. 1811)
- 23 dicembre - Andrea D'Antoni, pittore italiano (n. 1811)
- 24 dicembre - Felipe Pardo y Aliaga, diplomatico, avvocato e poeta peruviano (n. 1806)
- 26 dicembre - Joaquín Suárez, politico uruguaiano (n. 1781)
- 28 dicembre - Giuseppe Cotta, banchiere e politico italiano (n. 1785)
- 28 dicembre - Joseph Martini von Nosedo, generale austriaco (n. 1806)
- 30 dicembre - Louis-Marie-Edmont Blanquart de Bailleul, arcivescovo cattolico francese (n. 1795)
- 30 dicembre - Frederick Scheer, botanico tedesco (n. 1792)

## Senza giorno specificato(26)
- Agostino Benedettelli, architetto italiano (n. 1795)
- Gaetano Bichi, patriota e politico italiano (n. 1810)
- Herman Wilhelm Bissen, scultore danese (n. 1798)
- Gian Battista Carrer, pittore italiano (n. 1800)
- Girolamo d'Andrea, cardinale italiano (n. 1812)
- Damat Mehmed Ali Pascià, politico e diplomatico ottomano (n. 1813)
- Gaetano De Marchi, politico italiano (n. 1792)
- Giuseppe Carlo Del Bue, chimico e farmacista italiano (n. 1797)
- Luigi Domeniconi, attore teatrale italiano (n. 1788)
- Christian Friedrich Ecklon, botanico e farmacista danese (n. 1795)
- James David Forbes, geologo scozzese (n. 1809)
- Gustavo Camillo Galletti, editore italiano (n. 1805)
- Pietro Giacinto Garassini, politico italiano (n. 1787)
- Galgano Gori, artigiano italiano (n. 1803)
- Antonio José de Irisarri, politico guatemalteco (n. 1786)
- Auguste du Vergier de La Rochejaquelein, generale francese (n. 1783)
- Pietro Lanciani, ingegnere e architetto italiano (n. 1791)
- Henry Hart Milman, storico britannico (n. 1791)
- Michele Morardet, politico italiano (n. 1810)
- Filippo Oliva, politico italiano (n. 1814)
- Cosimo Palamidessi, chirurgo italiano (n. 1818)
- Domenico Ronzani, ballerino, coreografo e compositore italiano (n. 1804)
- Giovanni Santini, architetto italiano (n. 1802)
- James Simpson, generale britannico (n. 1792)
- Paolo Viora, politico italiano (n. 1812)
- Giovanni Visin, marinaio e esploratore montenegrino (n. 1806)